# 鄭埻夏
鄭埻夏（1971年3月18日—）是一名韓國著名喜劇演員及主持人。姓名在中國大陸常被誤譯為「鄭俊河」。

## 生平

### 早期生活
從江西高中畢業後，鄭埻夏已經踏入韓國娛樂行業，成為喜劇演員李輝宰的經理人。1995年透過MBC搞笑節目出道。自此之後，鄭埻夏多方面發展他的演藝事業，包括在2006年出演音樂劇《光豬六壯士》韓國版、同年在著名情景喜劇《不可阻擋的High Kick》中飾演李俊河 以及自2007年起出演電影《家族的榮光》系列（從第2集開始）。

### 無限挑戰角色
2006年3月，鄭埻夏正式加入《無限挑戰》，成為成員之一。很快就把自己定位為胖子，與「小胖」鄭亨敦合組「胖子兄弟」。除了身型外，他亦因為頭太大（大約重達8公斤）而經常被取笑為頭盔大叔。而鄭埻夏最新別名為「沒眼色的大哥」（눈치없는 형），經常在不了解當時情況而說無相關的事（比如說冷笑話）而令氣氛變冷淡，間中被劉在錫等人吐槽。
在成為正式成員之前，鄭埻夏曾以嘉賓挑戰者的身份出演第1季第21集《無限挑戰》－挑戰12秒內吃一碗熱烏冬，令當時的成員驚嘆不已，自此鄭埻夏被稱為「食神」（식신）。另外在第3季第50集中，亦只有鄭埻夏一人完成任務－300秒內吃完50碗細碗烏冬。

### 個人生活
2010年9月，鄭埻夏在江南區開了一間日本餐廳。
鄭埻夏的女友為日籍空中服務員，別稱Nemo，鄭則稱自己為史瑞克。2012年4月2日中午12時，在自己經營的清潭洞餐廳中舉行了記者會，正式公佈︰「5月20日下午6時在首爾新羅酒店舉行婚禮」。
在《無限挑戰》300期特輯中，鄭埻夏發佈自己將成為父親的消息，太太已懷有四個月身孕，成為節目成員中第四個父親。
2013年，鄭埻夏在個人Twitter上宣佈兒子出生的喜訊。在2013年6月15日播出的《無限挑戰》中，因無限挑戰成員到訪鄭埻夏的家而在節目中短暫登場。在新春特別節目《出走宣言-四十春記》以旁白及主要演出者角色登場。

### MC敏智
2016年3月19日，在無限挑戰（E472）中邀請了Zico作為嘉賓擔任鄭埻夏的嘻哈老師，在討論歌手暱稱時最終決定以MC敏智（MC민지）做為藝名。
2021年6月21日，MC敏智發行「I Say Woo!」單曲，同年10月24日以嘉賓身分出演SBS綜藝節目Running Man。

## 演出作品

### 電視劇
- 2003年：MBC《迴轉木馬》飾演 朴成彪姐姐的情人
- 2003年：SBS《千年之愛》飾演 鄭部長
- 2004年：MBC《皇太子的初戀》飾演 鄭必絕
- 2005年：MBC《新進社員》飾演 俊河
- 2006年：MBC《可惡的女人們》飾演 白億年
- 2006年：MBC《不可阻擋的High Kick》飾演 李俊河
- 2008年：MBC《為什麼來我家》飾演 金智勋的哥哥
- 2009年：MBC《向大地頭球》第一集客串
- 2009年：MBC《穿透屋頂的High Kick》飾演 李俊河（第十五集客串）
- 2010年：MBC《生活恰恰恰》飾演 诈骗师（客串）
- 2011年：MBC《最佳爱情》飾演 具愛煥
- 2012年：SBS《五指》飾演 樓宜江
- 2013年：tvN《馬鈴薯星2013QR3》飾演 有晶的弟弟王埻夏 (第五十五集客串)
- 2014年：tvN《沒禮貌的英愛小姐13》飾演 英愛相親對象（第九集客串）
- 2022年：MBC《還有明天》飾演 鄭埻夏（特別出演）
- 2023年：MBC《木偶的季節》飾演 員工（特別出演）

### 電影
- 2004年 《那小子真帥》
- 2005年 《家族的榮光2：家門危機》
- 2005年 《無影劍》
- 2005年 《長腿叔叔》
- 2006年 《校園女王妃》
- 2007年 《職場戀愛史》（另譯「辦公室戀愛史」，OCN電視電影）
- 2007年 《金馆长对金馆长对金馆长》（特別出演）
- 2010年 《尋找金鐘旭》（特別出演）
- 2011年 《家族的榮光4：家族受難》

### 音樂劇
- 2006年-2007年 《光豬六壯士》（另譯「一脫到底」，韓國版）
- 2007年 《髮膠明星夢》（韓國版）
- 2008年 《廣播明星》
- 2009年 《兄弟很勇敢》
- 2015年《兄弟很勇敢》
- 2019年 《City of Angels》

### 配音
- 2012年 電影《無敵破壞王》配音：破壞王
- 2013年 電影《托尼的故事》
- 2015年 電影配音（MBC中秋節精選電影《無限挑戰》特別配音版；與無限挑戰成員）
- 2012年 電影《恐龍X探險隊（朝鲜语：다이노X 탐험대）》配音（與哈哈）

### MC敏智
- 2016年3月19日 於無限挑戰E472正式出道
- 2021年6月21日 發行「I Say Woo!」單曲
- 2021年10月24日 嘉賓出演Running Man

## 主持節目

### 以往節目
- MBC 《出走宣言-四十春記》(2017年1月28、2月4日、2月11日)
- 《食神遠征隊》（2008-2010年）
- MBC《無限挑戰》（2006年至2018年3月31日）

### 現在節目
- Y-STAR（朝鲜语：Y-STAR）《食神之路（朝鲜语：식신로드）》（2010年至今）
- 《Magic Concert》（2012年12月2日至今）
- 《蒙蔽著的愛情廚師》（2012年12月25日至今）

### 綜藝嘉賓
- KBS2《Happy Together》（2008年11月6日、27日、2012年12月27日、2014年2月6日、2015年8月27日）
- MBC《我們結婚了》（2009年2月8日）
- SBS《Running Man》E148（2013年6月2日）
- JTBC《我去上學啦》（2015年1月10、17日、8月18、25日）
- MBC《My Little Television》（2015年11月28日、12月5日）
- MBC《尋找好吃的TV（朝鲜语：찾아라 맛있는 TV）》客串（與《無限挑戰》成員，2015年12月4日）
- JTBC 《舊屋變新居》（2015年12月10日－2016年2月4日）
- MBC《能力者們》（2015年12月27日－2016年3月18日）
- JTBC 《CODE - 秘密的房間》（2016年1月1日－2月19日）
- Mnet 《Show Me The Money 5》（2016年5月13日－5月20日）
- Netflix 《Busted！明星來解謎》 EP9（2018年6月1日）
- JTBC  《認識的哥哥》 E191 (2019年8月3日)
- Channel A 《眼神交流》 E02 (2019年8月12日)
- JTBC 《請給一頓飯》 E139 (2019年8月14日)
- MBC 《蒙面歌王》 E216 (2019年8月18日)
- SBS 《我家的熊孩子》 E157 (2019年9月22日)、E161 (2019年10月10日, E162 (2019年10月27日)
- MBC 《大韓外國人》 E61 (2019年12月11日)
- KBS2 《Happy Together 4》 (2020年1月23日)
- MBC 《玩什麼好呢》 E27 人生拉麵 (2020年2月1日)、 E94 劉本部長 (2021年5月29日)、E102玩什麼好呢1(2021年8月21日)、E103玩什麼好呢2+MBC NEWS(2021年8月28日)
- SBS《Running Man》E148（2021年10月24日）(以MC 敏智身分)

## 獲獎
- 2007年：MBC演藝大賞－大賞（《無限挑戰》全體成員）
- 2008年：第89屆全國體育大會－健美操業餘組一般部六人組 第二名（《無限挑戰》全體成員）
- 2011年：MBC演藝大賞－Best Couple賞 一位（與朴明洙，《無限挑戰》）
- 2014年：MBC演藝大賞－綜藝節目部門 最優秀賞（《無限挑戰》）
- 2016年：MBC演藝大賞－綜藝節目部門 最優秀賞（《無限挑戰》）

## 備註